# Контактная группа
Контактная группа — международная структура, созданная в марте 1992 г. под эгидой ООН с целью координации подходов к урегулированию положения на Балканах. В её состав вошли представители США, России, Великобритании, Франции и Германии.  Контактная группа положила начало международной коалиции "Квинт".
Фактически данный институт дублировал функции МКБЮ (международная конференция по бывшей Югославии). Принципиальное отличие Контактной группы от Конференции заключалось в участии в ней США. Главенствующую роль в мирном урегулировании она стала играть после самоликвидации МКБЮ.
В 1994 г. в рамках контактной группы был разработан и вынесен на рассмотрение сторон план мирного урегулирования (план Контактной группы). Переговоры были прерваны после террористического акта на рынке в Сараево, в котором были обвинены сербы.